# Kaffee Alt Wien

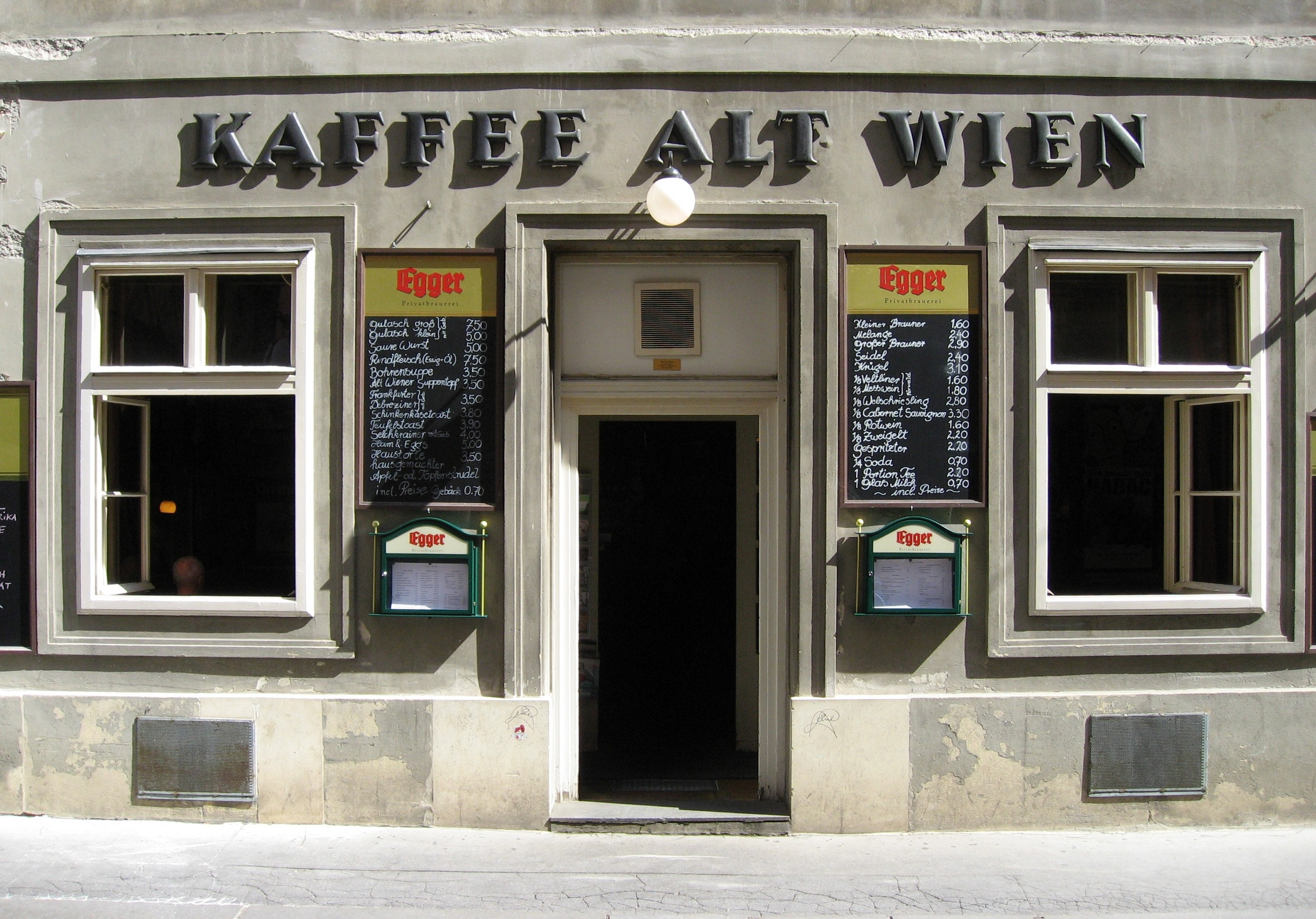
Kaffee Alt Wien

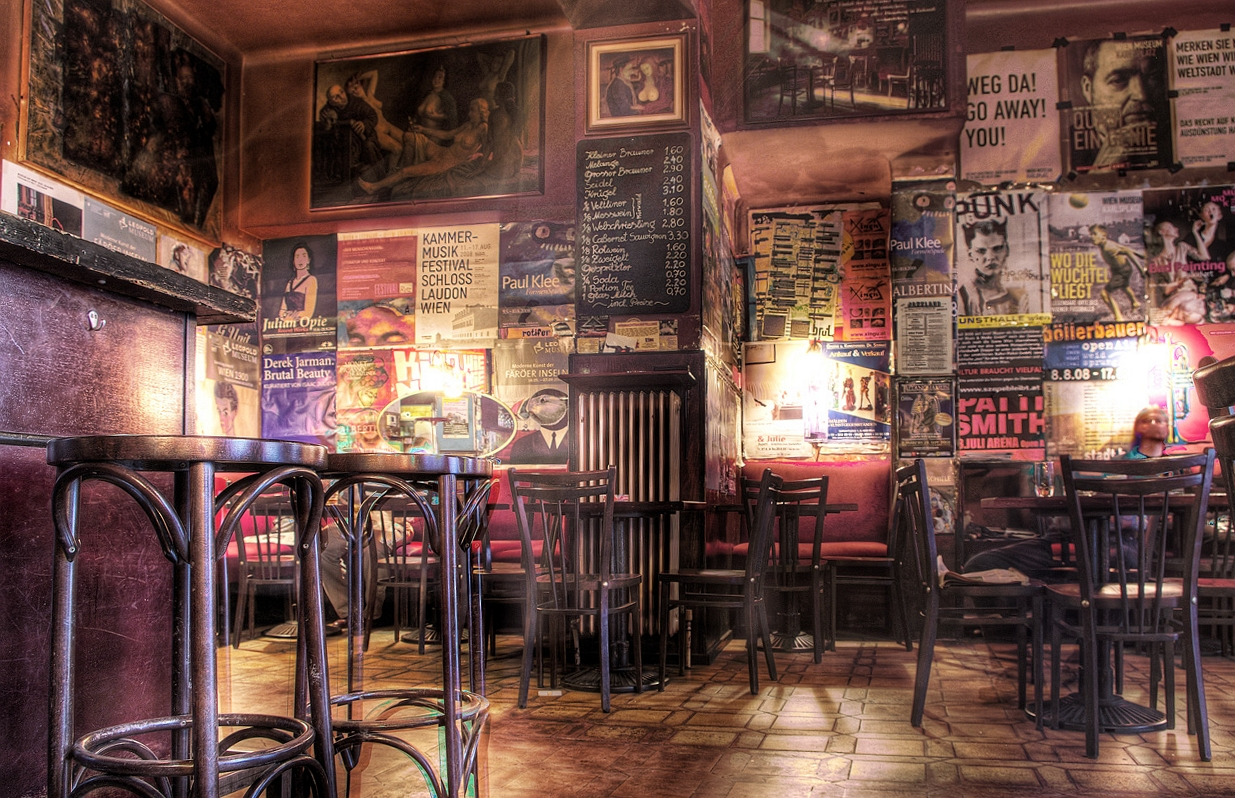
Innenraum Alt Wien (HDRI)

Das Kaffee Alt Wien ist ein traditionelles Wiener Kaffeehaus im 1. Wiener Gemeindebezirk Innere Stadt in der Bäckerstraße 9. 

## Geschichte
Das Kaffee Alt Wien wurde am 14. Oktober 1922 erstmals eröffnet und 1936 von Leopold Hawelka und dessen Frau Josefine einen Tag nach ihrer Hochzeit übernommen. Bis 1939 führten sie das Kaffee Alt Wien, zogen dann in die Dorotheergasse um und übernahmen dort das Café Ludwig, das heute als Café Hawelka bekannt ist.
1976 fand im Alt Wien eine beachtete Aktion des Wiener Künstlers Gottfried Helnwein statt. Seit den 1980er Jahren entwickelte sich das Lokal zu einem Nachtcafé. Aufgrund der Öffnungszeiten, aber auch des Erscheinungsbildes mit vielen Plakaten an den Wänden und einer gedämpften Beleuchtung sind mittlerweile die Grenzen zwischen traditionellem Kaffeehaus und Beisl verschwommen. Die spärliche Illumination steht im Kontrast zu den meisten anderen Kaffeehäusern, wo beispielsweise durch großzügige Fenster eine hellere Atmosphäre geschaffen wird. Das Alt Wien wird unter anderem von Künstlern, Schriftstellern und Journalisten frequentiert. Es gilt als Gründungsort der Band Wanda. Als Spezialität des Hauses gilt Gulasch.